# Hawkesbury (rivier)
De Hawkesbury is een uitgebreid rivierenstelsel dat zich uitstrekt van het noorden van Sydney naar de westkant van deze stad, en naar het zuiden.

## Geschiedenis
Nadat de Hawkesbury door vroege kolonisten volledig verkend was, werd dit een belangrijke waterweg om vracht te vervoeren van het binnenland naar Broken Bay. Langs de oever liggen enkele van de oudste stadjes en gebouwen van Australië, zoals Brooklyn, dat werd vernoemd naar de Brooklyn Bridge Company, die een belangrijke spoorbrug bouwde rond 1900.
Een andere plaats, Wiseman's Ferry, is vernoemd naar Solomon Wiseman, die een belangrijke veerdienst opzette in 1827 van Sydney naar de overzijde.
Vijf dorpen aan de oever werden gesticht in 1810 door Lachlan Macquarie: Richmond, Pitt Town, Wilberforce, Castlereagh en Windsor, tegenwoordig nog bekend als de "Maqcquarie Towns".

## Huidige functie
De Hawkesbury is tegenwoordig een belangrijke commerciële rivier, die met de visvangst (oesters, garnalen en andere vissoorten) zorgt voor aanzienlijke jaarlijkse inkomsten met een gemiddelde jaarlijkse omzet van 6 miljoen dollar. De rivier is het op een na grootste commerciële visgebied in de kustregio New South Wales.